# Advodan
Advodan er Danmarks største advokatkæde med i alt 22 kontorer fordelt i landet. Advodan blev etableret i 1988, som en forening af seks jurister. I løbet af 1990’erne voksede antallet af medlemmer i Advodan – og aktivitetsniveauet voksede med. Dette resulterede i, at bestyrelsen i 1996 oprettede et sekretariat for foreningen i Fredericia. I 1999 blev Advodan Sekretariatet udvidet, og den 15. september 2006 blev Advodan A/S stiftet og er nu en regulær forretningsplatform for selvstændige advokatfirmaer og et netværk på tværs af landet. Siden da er forretningsfællesskabet vokset, og i dag består Advodan A/S af 22 lokale kontorer fordelt over hele landet med omkring 300 medarbejdere. Sekretariatet har siden 2018 ligget i København og er ledet af adm. direktør Mads Rau-Kaufmann.